# Condensatore (termotecnica)
Un condensatore è un particolare scambiatore di calore che ha lo scopo di condensare una sostanza chimica o una miscela, ovvero portarla da aeriforme allo stato liquido, in genere per raffreddamento grazie all'attraversamento di un fluido refrigerante, che ha il compito di sottrarre calore latente alla sostanza che si vuole condensare.
I condensatori possono avere delle superfici di scambio, molto variabili, e trovano impiego in molti campi: ambito domestico (ad esempio nel congelatore e nel condizionatore d'aria), in ambito industriale (ad esempio nella distillazione frazionata e nella termoregolazione industriale) e in laboratorio.

## Impiego industriale
Le apparecchiature chimiche usate possono essere un condensatore:
- convenzionale
- refrigerativo
- criogenico

### Condensatori convenzionali

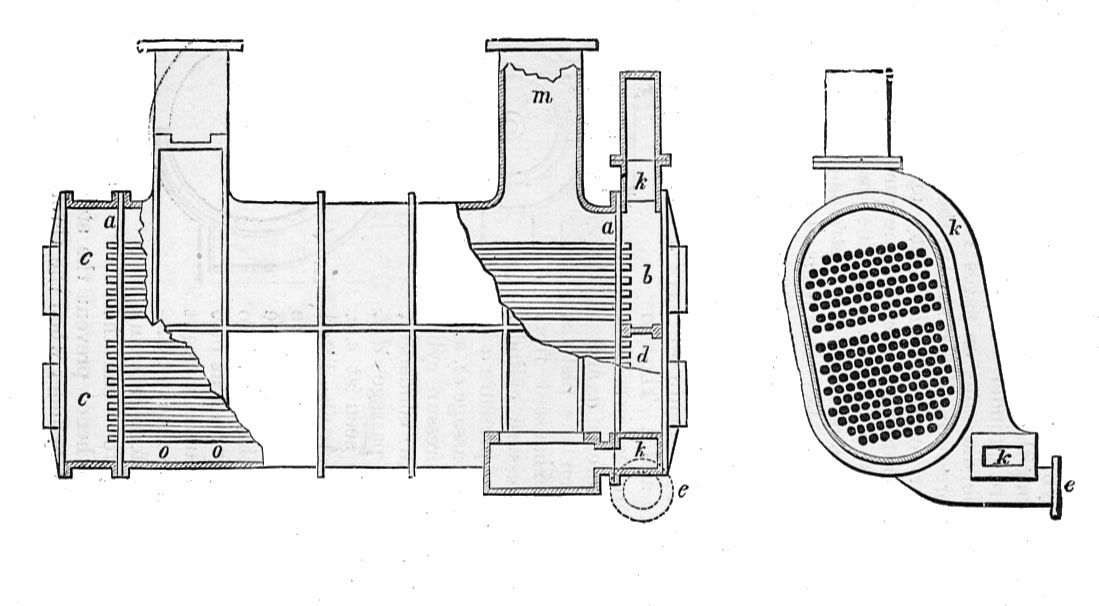
Condensatore a superficie (del tipo a fascio tubiero e mantello) di un motore a vapore del XIX secolo.

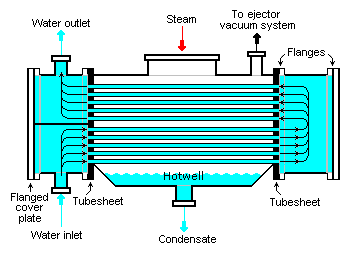
Schema di funzionamento di un condensatore a superficie

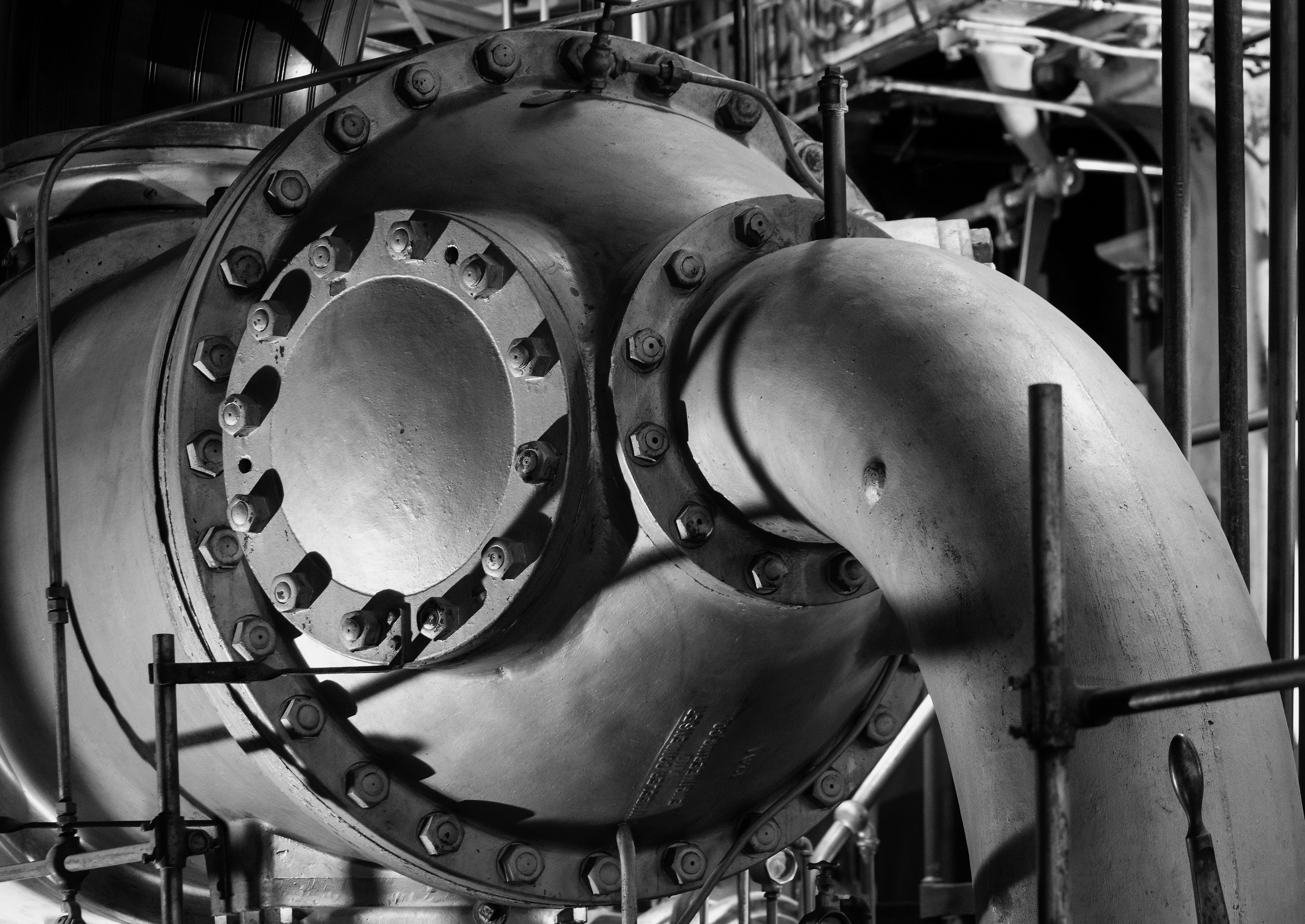
Un condensatore di vapore in mostra al Waterworks Museum: una ex stazione di pompaggio trasformata in museo nel villaggio di Chestnut Hill, Massachusetts (Stati Uniti).

Nei condensatori convenzionali vengono utilizzati in genere come fluidi refrigeranti acqua o aria, a causa della loro facile reperibilità e del loro basso costo.
Le apparecchiature impiegate possono essere condensatori :
- a superficie (in genere uno scambiatore a fascio tubiero e mantello);
- a miscela (appartengono i condensatori evaporativi, e le torri di raffreddamento)

Con questo tipo di condensatori si possono raggiungere in genere temperature fino a 4 °C.

#### Dimensionamento per la generazione elettrica
In una centrale termoelettrica che generano corrente elettrica tramite alternatore e turbina a vapore si adottano condensatori a superficie dimensionati in base al rendimento termodinamico η, alla potenza complessa P sviluppata, alla velocità del vapore in ingresso vs e la sua decelerazione all'uscita Δvs, alla temperatura Twi e velocità vw di ingresso dell'acqua di raffreddamento e al massimo salto di temperatura permesso dall'impatto ambientale ΔTw, alla pressione di condensazione ps raggiungibile e il titolo del vapore in ingresso xs caratteristiche del ciclo Hirn impiegato, al diametro interno d e spessore Δd dei tubi dello scambiatore e allo spessore medio dello strato di condensa che li ricopre Δds, alla loro distanza a, angolazione reciproca θ, e fattore di ingombro w.
I parametri di interesse per un condensatore a fascio tubiero e mantello sono il numero dei tubi:
{\displaystyle N={\frac {4{\dot {V}}_{w}}{\pi d^{2}v_{w}}}={\frac {4Q_{o}}{\pi \rho _{w}v_{w}d^{2}v_{w}c_{w}\Delta T_{w}}}={\frac {4(1-\eta )P}{\pi \eta \rho _{w}v_{w}d^{2}v_{w}c_{w}\Delta T_{w}}}}
la lunghezza dello scambiatore a fascio tubiero e mantello (di poco inferiore a quello dell'intero condensatore):
{\displaystyle L={\frac {S}{\pi (d+\Delta d)N}}={\frac {r{\frac {Q}{\Delta T_{w}}}\ln {\frac {T(p_{s})-T_{wi}}{T(p_{s})-T_{wi}-\Delta T_{w}}}}{\pi (d+\Delta d){\frac {4Q_{o}}{\pi \rho _{w}v_{w}d^{2}v_{w}c_{w}\Delta T_{w}}}}}={\frac {r\rho _{w}v_{w}c_{w}d^{2}}{4(d+\Delta d)}}\ln {\frac {T(p_{s})-T_{wi}}{T(p_{s})-T_{wi}-\Delta T_{w}}}},
dove {\displaystyle r=g_{w\,(v_{w},T_{w}+{\frac {\Delta T_{w}}{2}})}^{-1}+{\frac {\Delta d}{2k}}+{\frac {\Delta d_{s}}{k_{s}}}},
è la resistenza specifica termica dei tubi;
il suo diametro (di poco inferiore a quello dell'intero condensatore):
{\displaystyle D=2{\sqrt {\frac {s}{\pi w}}}=2a{\sqrt {\frac {Nsin{\theta }}{\pi w}}}={\frac {4a}{\pi d}}{\sqrt {\frac {(1-\eta )Psin{\theta }}{w\eta \rho _{w}v_{w}c_{w}\Delta T_{w}}}}},
i diametri della tubazione del vapore in ingresso: 
{\displaystyle D_{s}=2{\sqrt {\frac {{\dot {m}}_{s}}{\pi \rho _{(p_{s})}v_{s}}}}=2{\sqrt {\frac {(1-\eta )P}{\pi \eta \rho _{(p_{s})}v_{s}\Delta h_{(p_{s})}^{cond}}}}},
quello dell'uscita della condensa:
{\displaystyle d_{s}=2{\sqrt {\frac {(1-\eta )P}{\pi \eta \rho _{w}(v_{s}-\Delta v_{s})\Delta h_{(p_{s})}^{cond}}}}},
e quello sia di ingresso che di uscita dell'acqua di raffreddamento (che non subisce significative variazioni di densità né perdite di carico):
{\displaystyle D_{w}=2{\sqrt {\frac {(1-\eta )P}{\pi \eta \rho _{w}v_{w}c_{w}\Delta T_{w}}}}}.

#### Esempio
Con i dati:
η=39.3%, P=110 MVA, vs=280 m/s, Δvs=279 m/s, Twi=16 °C, vw=2 m/s, ΔTw=12 °C, ps=5 kPa, xs=0.90, d=20 mm, Δd=2 mm, Δds=0,10 mm, a=35 mm, θ=π/3 rad, w=0.85:
{\displaystyle g_{w\,(2{\frac {m}{s}},16C+{\frac {12C}{2}})}}=7,5 kW/m2K
{\displaystyle r=({\frac {1}{7500}}+{\frac {0.002}{2\cdot 60}}+{\frac {0.0001}{2\cdot 6.3}}){\frac {m^{2}K}{W}}=}0,229 m2K/kW
{\displaystyle N={\frac {4(1-0.393)110000000}{3.14\cdot 0.393\cdot 1000\cdot 2\cdot 0.02^{2}\cdot 2\cdot 4187\cdot 12}}=}5395
{\displaystyle L={\frac {0.000229\cdot 1000\cdot 2\cdot 4187\cdot 0.020^{2}}{4\cdot 0.022}}\ln {\frac {17}{5}}m=} 10,68 m
{\displaystyle D={\frac {4\cdot 0.035}{3.14\cdot 0.020}}{\sqrt {\frac {(1-0.393)110000000{\frac {\sqrt {3}}{2}}}{0.85\cdot 0.393\cdot 1000\cdot 2\cdot 4187\cdot 12}}}m=}2,92 m
{\displaystyle D_{s}=2{\sqrt {\frac {(1-0.393)110000000}{3.14\cdot 0.393\cdot 1/26\cdot 280\cdot 2424000}}}m=}3,03 m
{\displaystyle d_{s}=2{\sqrt {\frac {(1-0.393)110000000}{3.14\cdot 0.393\cdot 1000\cdot 1\cdot 2424000}}}m=}0,315 m
{\displaystyle D_{w}=2{\sqrt {\frac {(1-0.393)110000000}{3.14\cdot 0.393\cdot 1000\cdot 2\cdot 4187\cdot 12}}}m=}1,47 m

### Condensatori refrigerativi
Questo tipo di condensatori fa uso di refrigeranti compressi, e possono arrivare a temperature prossime ai −60 °C.
In questo caso vengono impiegati sempre scambiatori a superficie.

### Condensatori criogenici
Fanno impiego di gas liquefatti come azoto liquido o biossido di carbonio. Si possono raggiungere temperature prossime ai −160 °C.

## Impiego in laboratorio

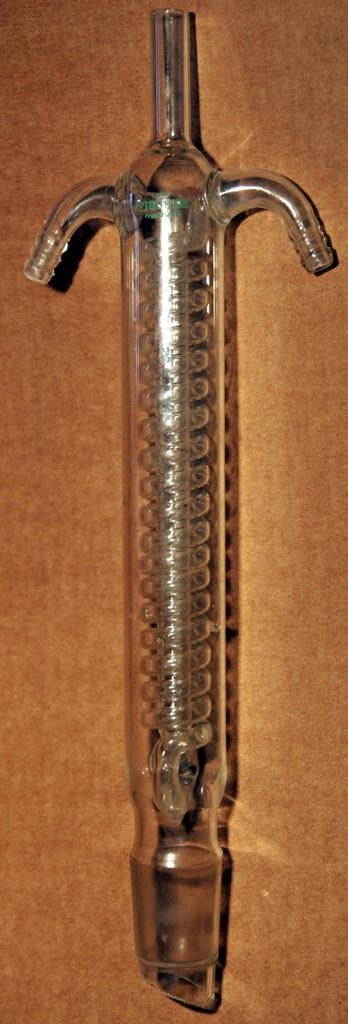
Condensatore da laboratorio

Nell'uso di laboratorio, il condensatore è in genere di piccole dimensioni, e molto spesso è in vetro, materiale fragile ma estremamente resistente alla corrosione (con alcune eccezioni), mostrato in figura, dalla forma tipica.
Molto usato in laboratorio è il condensatore a ricadere in cui il condensato, in genere proveniente da un pallone - ma anche da una colonna - ricade nel pallone stesso; configurazione spesso usata quando si vogliano estrarre incondensabili ad esempio mediante un eiettore. Il condensatore in figura è adatto a questo scopo, come si vede dal largo bocchello inferiore (scarico del condensato) e dal più piccolo superiore (estrazione incondensabili). I bocchelli laterali sono destinati ad ingresso ed uscita del liquido di raffreddamento.

## Condensatore barometrico
I condensatori barometrici sono apparecchiature chimiche usate per operazioni di sottovuoto, costituito da una camera in cui viene convogliata una corrente aeriforme e un getto di acqua (allo stato liquido). Il getto d'acqua viene spruzzato da un eiettore, e acquista calore dalla corrente gassosa, che condensa.
L'apparecchiatura viene installata ad almeno 10,4 metri dal suolo, per cui la miscela acqua-condensato che viene a formarsi viene poi inviata attraverso una tubazione verticale lunga almeno 10,4 metri (chiamata "gamba barometrica"), che ha lo scopo di creare una differenza di pressione tra l'uscita della corrente dal basso della tubazione e l'ingresso della corrente gassosa.
In questa maniera si riesce a creare una pressione minore di pressione atmosferica nell'apparecchiatura collegata a monte del condensatore barometrico (ad esempio un evaporatore), e la corrente in uscita dal condensatore barometrico può essere movimentata attraverso una pompa idraulica.
I vapori non-condensabili sono spillati dall'alto del condensatore barometrico.